# Bubu P. Jallow
Bubu Pateh Jallow ist ein gambischer Klimatologe.
In Gambia ist er im für die Wasserversorgung zuständigen Department of Water Resources tätig, zudem ist er der ständige Vertreter Gambias in der World Meteorological Organization.
Wegen seiner Forschungen wurde Jallow in den Intergovernmental Panel on Climate Change berufen. Im Jahr 2007 war er als Vice-Chair der Arbeitsgruppe I „The Physical Science Basis“ in verantwortlicher Position an der Erstellung des Vierten Sachstandsberichts beteiligt.